# Moses Masuwa
Moses Masuwa (Kitwe, 30 luglio 1971 – Oceano Atlantico, 27 aprile 1993) è stato un calciatore zambiano, di ruolo attaccante.

## Biografia
Perì, assieme ai compagni di Nazionale, il 27 aprile 1993, coinvolto in quello che è noto come disastro aereo dello Zambia.

## Carriera

### Club
Nel 1993 risulta in forza al Kabwe Warriors.

### Nazionale
Rappresentò la Nazionale zambiana tra il 1990 e il 1993.